# Eliza
Eliza je žensko osebno ime.

## Izvor imena
Ime Eliza je različica ženskega osebnega imena Elizabeta.

## Pogostost imena
Po podatkih Statističnega urada Republike Slovenije je bilo na dan 31. decembra 2007 v Sloveniji število ženskih oseb z imenom Eliza: 36.

## Osebni praznik
Osebe z imenom Eliza lahko godujejo takrat kot osebe z imenom Elizabeta.